# Ornithospila bipunctata
Ornithospila bipunctata là một loài bướm đêm trong họ Geometridae.